# Flyrejse
En flyrejse er en rejse, hvor en eller flere personer transporteres fra en destination til en anden ved hjælp af en flyvemaskine.

## Er det farligt at flyve?
Der er tre hovedstatistikker. Statistikkerne kan bruges til at sammenligne sikkerheden ved forskellige former for rejser (tallene er baseret på en DETR- undersøgelse i oktober 2000): 
| Mode       | Dødsfald pr. milliard | Dødsfald pr. milliard | Dødsfald pr. milliard |
| Mode       | Rejser                | Timer                 | Kilometer             |
| ---------- | --------------------- | --------------------- | --------------------- |
| Bus        | 4.3                   | 11.1                  | 0,4                   |
| Tog        | 20                    | 30                    | 0,6                   |
| Fly        | 117                   | 30.8                  | 0,05                  |
| Skib       | 90                    | 50                    | 2.6                   |
| Van        | 20                    | 60                    | 1.2                   |
| Bil        | 40                    | 130                   | 3.1                   |
| Gåture     | 40                    | 220                   | 54                    |
| Cykel      | 170                   | 550                   | 45                    |
| Motorcykel | 1640                  | 4840                  | 109                   |